# Аркуньяно
Аркуньяно (італ. Arcugnano, вен. Arcugnan) — муніципалітет в Італії, у регіоні Венето, провінція Віченца.
Аркуньяно розташоване на відстані близько 410 км на північ від Рима, 65 км на захід від Венеції, 6 км на південь від Віченци.
Населення — 7823 особи (2014).
Покровитель — Santa Giustina.

## Демографія
Населення за роками:

Станом на 1 січня 2023 року в муніципалітеті офіційно проживали 253 іноземці з 55 країн, серед них 64 громадяни країн Євросоюзу та 7 громадян України.

## Сусідні муніципалітети
- Альтавілла-Вічентіна
- Барбарано-Вічентіно
- Брендола
- Кастеньєро
- Лонгаре
- Моссано
- Нанто
- Віченца
- Цовенчедо